# Siou (Burkina Faso)
Pour les articles homonymes, voir Siou.
Siou est un village du département et la commune rurale d'Oury, situé dans la province des Balé et la région de la Boucle du Mouhoun au Burkina Faso.

## Éducation et santé
La commune accueille un centre de santé et de promotion sociale (CSPS). 